# Éder Jofre
Pour les articles homonymes, voir Jofré.
Éder Jofre, né le 26 mars 1936 à São Paulo (Brésil) et mort le 2 octobre 2022 à Embu das Artes (Brésil), est un boxeur brésilien

## Carrière

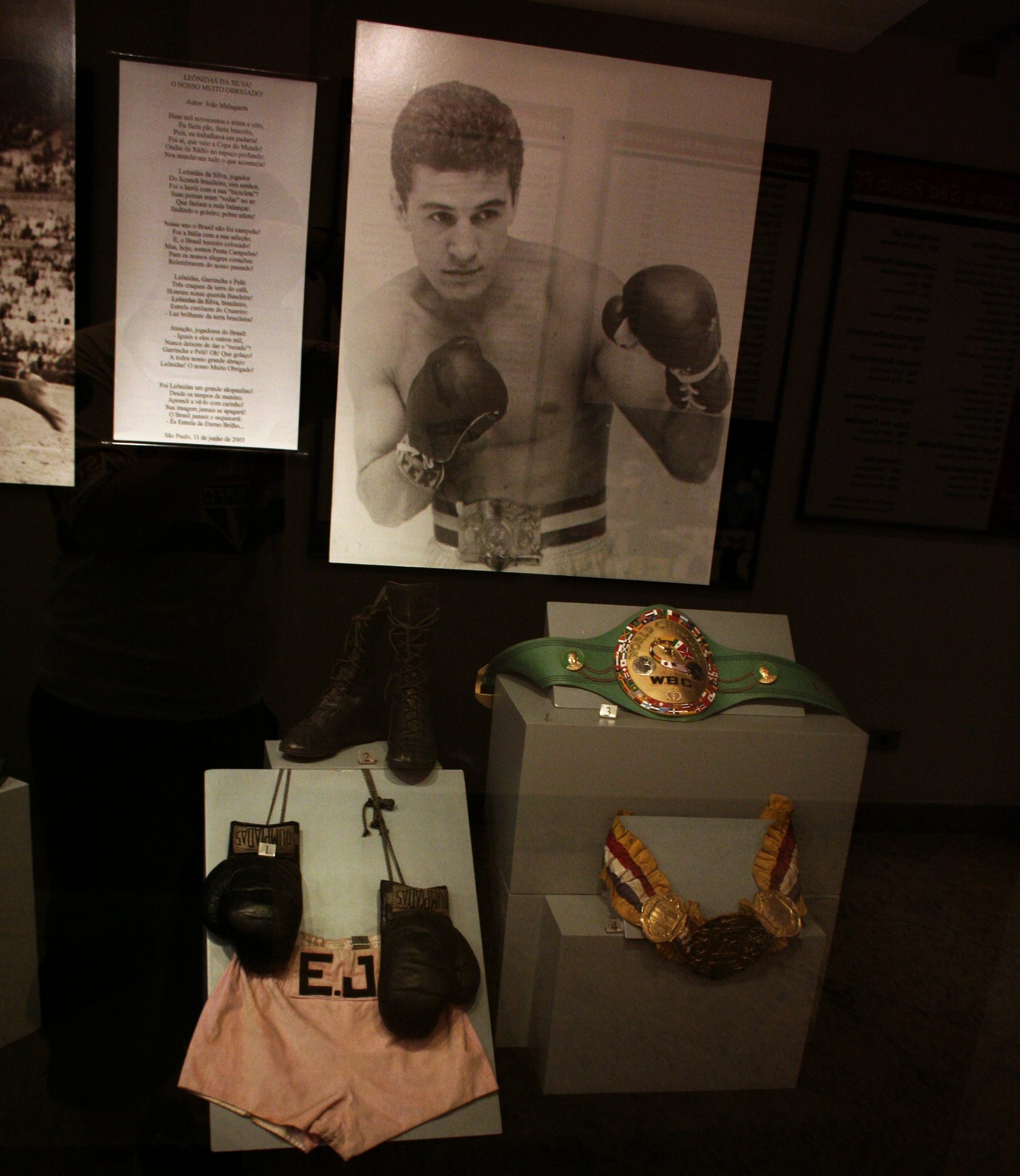
Hommage à Éder Jofre au mémorial Luiz Cássio dos Santos Werneck à Morumbi.

En tant qu'amateur, Éder Jofre représente son pays aux Jeux olympiques de 1956. 
Il remporte le titre vacant de champion du monde des poids coqs le 18 novembre 1960 en battant Eloy Sanchez par KO au 6e round, titre qu'il conserve 8 fois les 5 années suivantes avant d'être à son tour battu le 18 mai 1965 par Fighting Harada.
Boxant par la suite en poids plumes, il s'empare du titre WBC aux dépens de José Legrá le 5 mai 1973 mais est destitué en 1974 pour ne pas avoir remis sa ceinture en jeu dans le délai imparti.
A la fin de sa vie, il est atteint de troubles cérébraux.

## Distinction
- Éder Jofre est membre de l'International Boxing Hall of Fame depuis 1991.